# Socialrealisme
 Der er for få eller ingen kildehenvisninger i denne artikel, hvilket er et problem. Du kan hjælpe ved at angive troværdige kilder til de påstande, som fremføres i artiklen.

Socialrealisme er en kunstnerisk stilperiode i Europa fra 1930 og frem. I Danmark kendes den fra samme tid.
Socialrealismen var især fremtrædende i litteraturen fra 1930'erne til ca. 1950'erne. Den var en af to retninger fra hverdagsrealismen, hvor den anden retning kaldes borgerlig realisme. Begge disse retninger benyttede let tilgængeligt sprog til at beskrive hverdagen for mange mennesker. Socialrealismen tog de socialt og psykisk svage individers problemer til behandling på en ofte varm og loyal måde. De blev kærligt omtalt og man tillagde de socialt udsatte en vis form for medlidenhed. Til gengæld havde forfatterne, især Pontoppidan, en meget resignerende holdning overfor de fattiges muligheder for avancement i samfundet. Den sociale mobilitet var nærmest ikke-eksisterende og samtidig fortsatte de rige med at ekspandere og udvide sine ejendomme. Den kritiske realisme udviser et pessimistisk syn på situationen for de socialt udsatte.
I det moderne gennembrud beskrev forfatterne hvorledes den biologiske arv og det sociale miljø determinerede menneskets liv. På den måde var der lagt faste rammer for individets plads i samfundet.
En genre, man tit finder i socialrealismen er kollektivromanen, der skildrer hvordan en gruppe samfundsborgere udvikler sig i forhold til deres placering i samfundet.
Blandt fremtrædende forfattere indenfor denne genre kan bl.a. Martha Christensen, Henrik Pontoppidan og John Nehm nævnes.
| Kunst | Spire Denne artikel om kunst er en spire som bør udbygges. Du er velkommen til at hjælpe Wikipedia ved at udvide den. |